# Ralf Schreiner
Ralf Schreiner (* 7. Januar 1969) ist ein deutscher Tischtennisspieler. Er spielte in der Bundesliga und gewann bei Deutschen Meisterschaften der Erwachsenen eine Bronzemedaille. 2024 wurde er Seniorenweltmeister.

## Werdegang
Ralf Schreiner begann mit dem Tischtennissport beim DJK Wörth. Mit 12 Jahren wurde er Zweiter beim Bundesranglistenturnier der Schüler in Nordhorn. Nach einer Zwischenstation beim DJK Obernau schloss er sich 1986 dem Verein Steiner Bayreuth, der damals der 2. Bundesliga angehörte. Mit FTG Frankfurt war er in der 1. Bundesliga aktiv. 1989 wechselte er zu TSV Milbertshofen, mit dem er 1990 Meister der 2. Bundesliga Süd wurde und damit aufstieg.
Zu seinen größeren Erfolgen zählt der Gewinn der Bronzemedaille im Mixed mit Christina Fischer bei den Deutschen Meisterschaften der Erwachsenen 1991. 2024 gewann er in Rom die Senioren-Weltmeisterschaft in der Altersklasse 55 im Doppel mit Andreas Krämer.

## Tischtennisfamilie
Ralf Schreiner heiratete im April 1993 die Tischtennisspielerin Qiao Yunli. Das Paar hat einen Sohn und eine Tochter. Sohn Florian (* 1995) war Jugendnationalspieler, wurde 2013 deutscher Jugendmeister und spielte mit SC Fürstenfeldbruck in der 2. Bundesliga. Tochter Franziska ist ebenfalls Bundesligaspielerin.

## Turnierergebnisse
| Verband | Veranstaltung            | Jahr | Ort        | Land | Einzel | Doppel | Mixed | Team |  |
| ------- | ------------------------ | ---- | ---------- | ---- | ------ | ------ | ----- | ---- |  |
| GER     | Bayerische Meisterschaft | 1991 | Dingolfing | GER  |        | Gold   |       |      |  |
| GER     | Bayerische Meisterschaft | 1992 | Coburg     | GER  |        | Gold   |       |      |  |
| GER     | Bayerische Meisterschaft | 1993 | Weißenburg | GER  | Gold   |        |       |      |  |